# Harry Belafonte
Harold George Bellanfanti Jr., dit Harry Belafonte, né le 1er mars 1927 à Harlem dans la ville de New York et mort le 25 avril 2023 dans la même ville, est un chanteur, acteur et militant des droits civiques américain.

## Biographie

### Jeunesse et formation
Harold George Belafonte Jr. (ou Harold George Bellanfanti Jr dans sa langue maternelle) naît le 1er mars 1927 à New York, dans le quartier de Harlem, au sein d'une famille originaire de la Jamaïque.
Son père, Harold George Bellanfanti Sr., cuisinier, d'origine jamaïcaine et néerlandaise[réf. nécessaire], serait né en Martinique selon certains médias ; sa mère, Melvine (Love) Bellanfanti, femme de ménage, est d'origine afro-jamaïcaine,,,.
Harold George Bellanfanti emmène sa famille aux États-Unis, à Harlem, où Harry passe sa prime jeunesse et sa scolarité. Harry suit sa mère lorsque celle-ci retourne vivre en Jamaïque de 1935 à 1940 ; il baigne dans le folklore antillais, véritable mélange culturel, où il puisera souvent l'inspiration exotique originale caractérisant sa carrière artistique.
Harry quitte l'école secondaire pour s'engager dans la marine américaine en 1944. Une fois libéré de ses obligations militaires, il retourne à New York, où il vit de divers petits boulots (dont portier adjoint dans un magasin de vêtements). Mais c’est seulement lorsqu’on lui offre deux places pour le American Negro Theater (en) où se jouait Home is the Hunter, qu'il pénètre le monde du spectacle et découvre sa vocation de comédien.

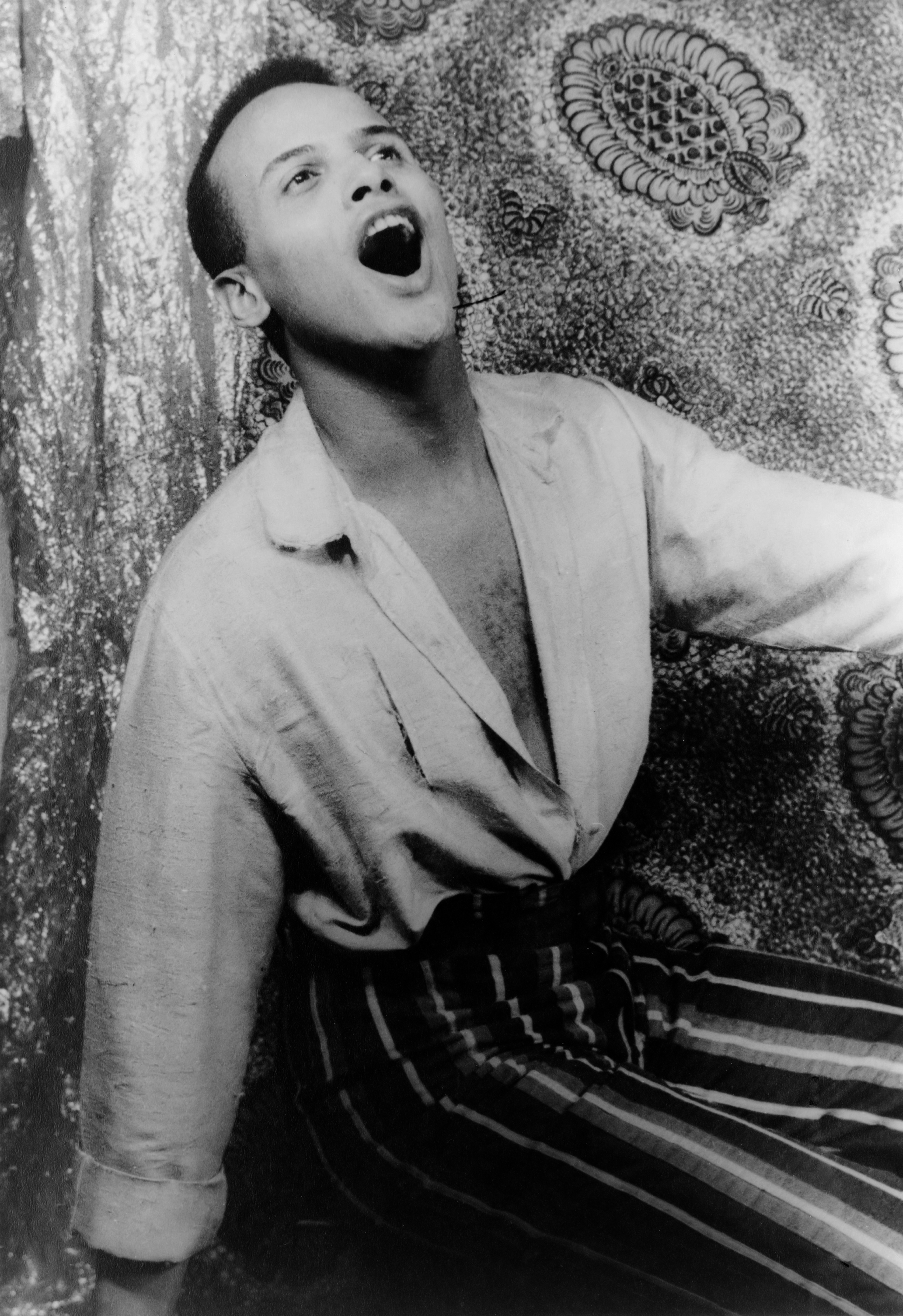
Harry Belafonte chantant (1954), photographié par Carl Van Vechten.

Il intègre un cours d’art dramatique, le Dramatic Workshop (en), que dirige le dramaturge allemand Erwin Piscator, qui a fui l'Allemagne nazie. Il y fait ses classes en compagnie notamment de Marlon Brando, Rod Steiger, Bea Arthur, Elaine Stritch et Tony Curtis, s’ancrant définitivement dans le monde artistique,.

### Carrière artistique
Monte Kay (en), directeur artistique du Royal Roost (de) sur Broadway, apprécie ses talents de chanteur, et l’engage dans son club de jazz comme chanteur intermittent,,. Le public lui manifeste un intérêt bienveillant, même s'il est plus familier des formations habituelles comme les combos de Charlie Parker, Miles Davis, Max Roach, Tommy Potter, ou Tadd Dameron.
Plusieurs prestations dans divers night-clubs le mènent à Broadway, où il fait sensation dans sa première comédie musicale John Murray Anderson's Almanac (en). Pour cette première prestation sur Broadway, le jeune chanteur obtient un Tony Award et un Theatre World Award.
Quelques mois plus tard, il signe ce qui sera un long et fructueux contrat avec RCA Victor. En 1956, son troisième album, Calypso, atteint le million d'exemplaires vendus. Il gagne le surnom de « King of Calypso » (« Roi du Calypso »).
Dans sa carrière cinématographique, ses films traduisent parfois ses préoccupations sur l'égalité entre tous les êtres humains, comme dans La Route radieuse, Le Coup de l'escalier ou plus récemment White Man.
En 1988, ses chansons Banana Boat Song ainsi que Jump in the Line sont utilisées dans le film Beetlejuice de Tim Burton,,.
Depuis 1985, il enregistre des versions toujours renouvelées de sa chanson Try to Remember pour la publicité des cafés Carte Noire. En 2009, sa chanson Jump in the Line est reprise pour la publicité de la marque Axe.

### Engagements humanitaires et politiques

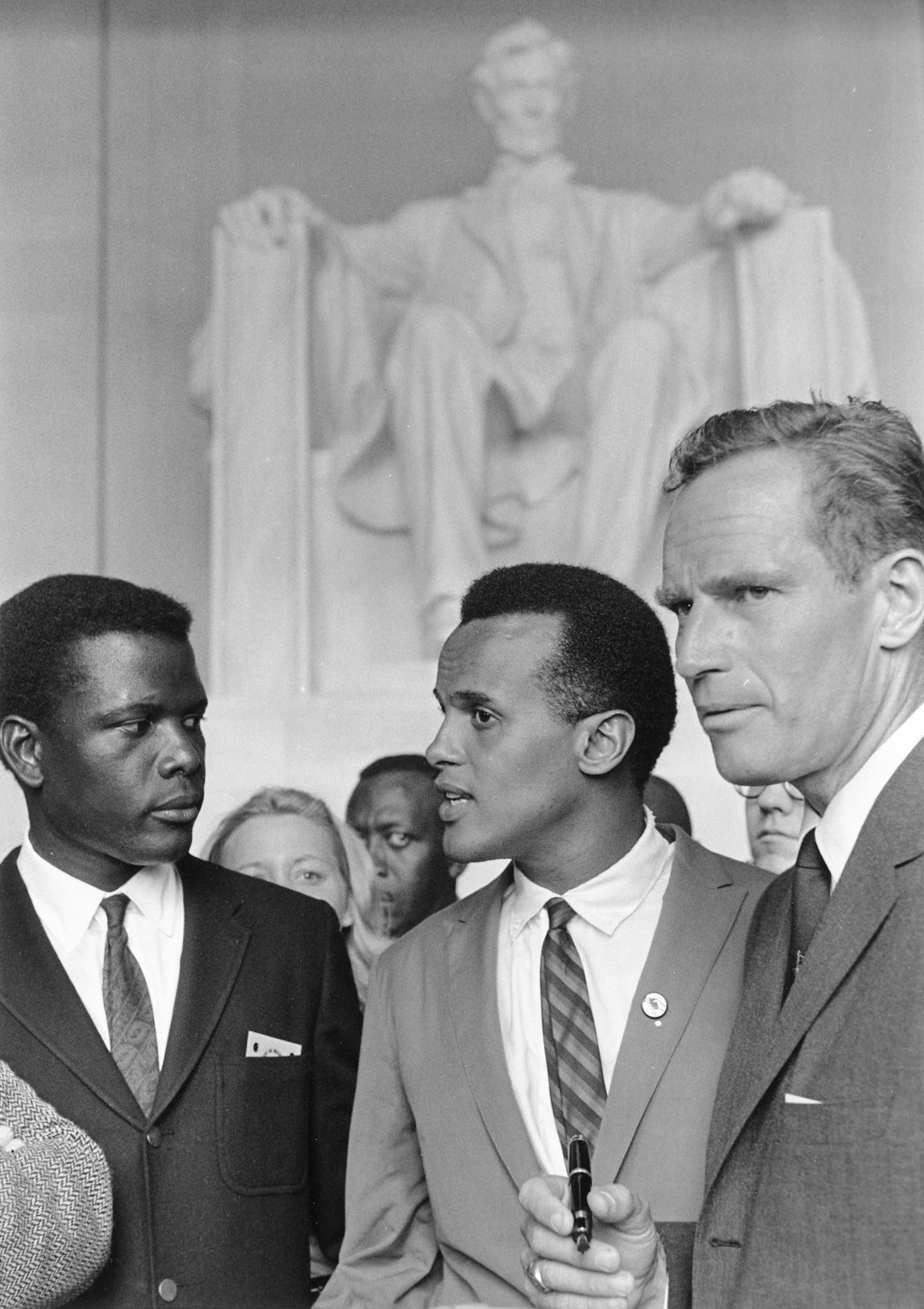
Sidney Poitier, Harry Belafonte et Charlton Heston lors de la marche pour les droits civiques à Washington (1963).

Parallèlement à sa carrière artistique, Harry Belafonte se consacre à plusieurs causes humanitaires et pacifistes. En 1961, le président John Fitzgerald Kennedy le nomme consultant culturel dans le Corps de la paix,,. Il est le premier membre du show-business à exercer cette fonction, et s'y dévoue durant cinq ans.
Mais c'est dans la lutte pour l'égalité des droits civiques aux États-Unis qu'il s'investit le plus énergiquement. Sa quête fervente et tenace pour une justice égalitaire et équitable ne se décourage jamais. Au début des années 1950, il fait la connaissance du jeune pasteur Martin Luther King, lors du passage historique de celui-ci à New York. Dès ce jour, jusqu'à l'assassinat du leader noir, Harry et Martin ont entretenu une fidèle et profonde amitié, qui restera l'une des plus précieuses expériences de la vie de Harry Belafonte.
En 1985, profondément touché et perturbé par la guerre et la famine qui touchent une partie de l'Afrique, et influencé par le travail accompli par Mohammed Amin et Bob Geldof, il contribue à lancer la campagne caritative We Are the World. À la fin de l'enregistrement de la chanson, les interprètes lui rendent hommage en improvisant Banana Boat song.
En 1987, il accepte le poste d'ambassadeur de bonne volonté de l'Unicef. Il est le deuxième Américain, après Danny Kaye, à se consacrer à la mission de secourir la détresse des enfants du monde, y entraînant d'autres personnalités du spectacle.
En 1990, il est l'un des organisateurs du meeting que tient Nelson Mandela au Yankee Stadium lors de sa visite aux États-Unis,.

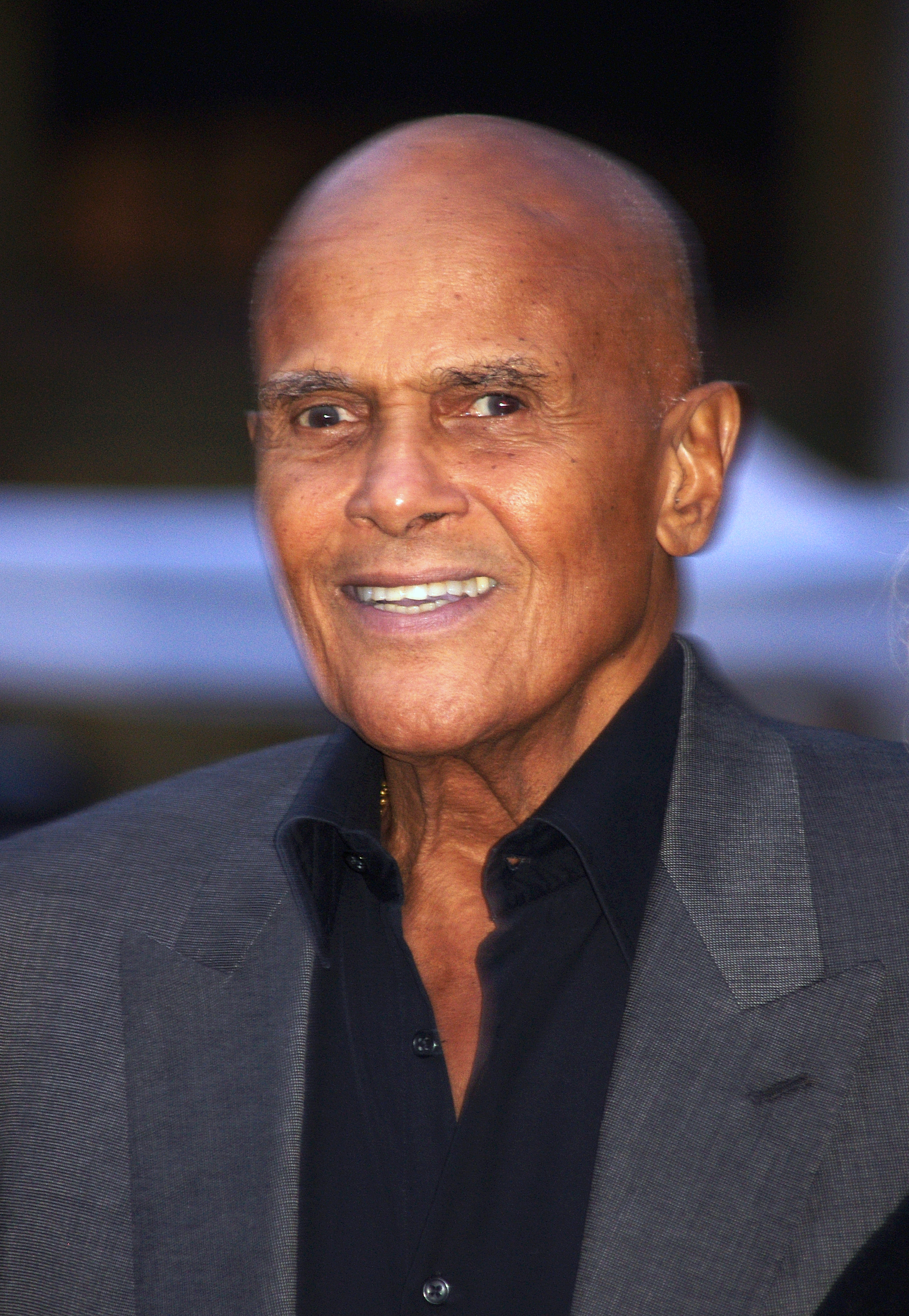
Harry Belafonte en 2011.

Dans les années 2000, il poursuit son engagement envers les droits de l'Homme, particulièrement aux États-Unis et en Afrique du Sud.
En 2013, son engagement de militant des droits de l'homme lui vaut de recevoir le prix Ambassadeur de la conscience par Amnesty International, prix partagé avec Malala Yousafzai, l'adolescente pakistanaise qui milite pour le droit à l'éducation des filles en Afghanistan. Il déclare à cette occasion : « Je me sens particulièrement honoré de recevoir ce prix parce que j'ai la chance de le partager avec Malala Yousafzai, une véritable héroïne de notre temps. »
Il apporte son soutien à Bernie Sanders dans le cadre des primaires présidentielles du Parti démocrate américain de 2016,,.

### Vie privée
Le 18 juin 1948, Harry Belafonte épouse Marguerite Byrd (1923-1998). Le couple donne naissance à deux enfants, Adrienne et Shari. Ils divorcent en 1957,.
Le 8 mars 1957, il épouse Julie Robinson. Ils ont deux enfants, David et Gina. Le couple divorce en 2004,.
En 2008, il se marie avec la photographe Pamela Frank,,,.

### Mort
Harry Belafonte meurt à l'âge de 96 ans le 25 avril 2023, à New York, d'une insuffisance cardiaque. Incinéré, ses cendres sont remises à la famille.

## Comédies musicales (sélection)
- 1953-1954 : John Murray Anderson's Almanac, de Richard Adler et Jerry Ross (en) à l'Imperial Theatre de Manhattan[48],
- 1955 : 3 for Tonight, de Walter Schumann et Robert Wells (songwriter) (en) au Gerald Schoenfeld Theatre[49],
- 1959 : Moonbirds, sur un texte de Marcel Aymé au James Earl Jones Theatre sur Broadway[50],
- 1959-1960 : Belafonte at the Palace de Robert Corman au Palace Theatre (Broadway)[51],
- 1987 : Asinamali !, de Mbongeni Ngema (en) au Jack Lawrence Theatre de New York[52].

## Discographie
- Mark Twain (1954)
- Belafonte (1956)
- Calypso (1956)
- An Evening with Belafonte (1957)
- Island in the sun (1957)
- Belafonte Sings of the Caribbean (1957)
- To Wish You a Merry Christmas (1958)
- Love Is a Gentle Thing (1959)
- Porgy and Bess (1959)
- Belafonte at Carnegie Hall (1959)
- My Lord What a Mornin'  (1960)
- Belafonte Sings the Blues (1960)
- Swing Dat Hammer (1960)
- Belafonte Returns to Carnegie Hall (1960)
- Jump Up Calypso (1961)
- Midnight Special (1962)
- The Many Moods of Belafonte (1962)
- Streets I Have Walked (1963)
- Belafonte at the Greek Theater (1963)
- Blues, Ballads, and Boasters (1964)
- An Evening with Belafonte/Makeba (1965)
- An Evening with Belafonte/Mouskouri (en) (1966)
- In My Quiet Room (1966)
- Calypso in Brass (1966)
- Belafonte on Campus (1967)
- Harry Belafonte Sings of Love (1968)
- Homeward Bound (1970)
- By Request (1970)
- This Is Harry Belafonte (1970)
- Warm Touch (1971)
- Calypso Carnival (1971)
- Belafonte Live (1972)
- Play Me (1973)
- Harry (1973)
- Abraham, Martin and John (197])
- Paradise in Gazankulu (1988)
- Belafonte '89 (1989)
- An Evening with Harry Belafonte and Friends (1997)
- Live Europe (concert enregistré à l'Arena de Leipzig le 22 mars 2003, jamais édité en CD ni DVD ) (2003)

## Filmographie

### Comme acteur

#### Cinéma
- 1953 : La Route radieuse (Bright Road) de Gerald Mayer : le principal de l'école
- 1954 : Carmen Jones d'Otto Preminger : Joe
- 1957 : The Heart of Show Business (court-métrage) de Ralph Staub : lui-même
- 1957 : Une île au soleil (Island in the Sun) de Robert Rossen : David Boyeur
- 1959 : Le Monde, la Chair et le Diable (The World, the Flesh and the Devil) de Ranald MacDougall : Ralph Burton
- 1959 : Le Coup de l'escalier (Odds Against Tomorrow) de Robert Wise : Johnny Ingram
- 1970 : The Angel Levine (en) de Ján Kadár : Alexander Levine
- 1972 : Buck et son complice (Buck and the Preacher) de Sidney Poitier : le prêcheur
- 1974 : Uptown Saturday Night (en) de Sidney Poitier : Geechie Dan Beauford
- 1992 : The Player de Robert Altman : lui-même
- 1994 : Prêt-à-porter de Robert Altman : lui-même
- 1995 : White Man (White Man's Burden) de Desmond Nakano : Thaddeus Thomas
- 1996 : Kansas City de Robert Altman : Seldom Seen
- 2006 : Bobby d'Emilio Estevez : Nelson
- 2018 : BlacKkKlansman : J'ai infiltré le Ku Klux Klan (BlacKkKlansman) de Spike Lee : Jerome Turner

#### Télévision
- 1949 : Sugar Hill Times (en) (série TV) : apparitions régulières
- 1981 : Grambling's White Tiger (en) (téléfilm) de George Stanford Brown : Coach Eddie Robinson
- 1996 : Great Performances (série TV), épisode Jazz '34, Remembrances of Kansas City Swing (Jazz '34) de Robert Altman : le narrateur
- 1999 : Vote sous influence (Swing Vote) (téléfilm) de David Anspaugh : Will Dunn

### Comme producteur
- 1959 : Le Monde, la Chair et le Diable (The World, the Flesh and the Devil)
- 1959 : Le Coup de l'escalier (Odds Against Tomorrow)
- 1970 : The Angel Levine (en)
- 1972 : Buck et son complice (Buck et le Prêcheur)
- 1984 : Beat Street
- 1995 : The Affair (en) (téléfilm)
- 2000 : Parting the Waters (feuilleton télévisuel)

### Comme compositeur
- 1984 : Beat Street

## Ouvrage
- My song, Knopf, 2011.

## Distinctions (sélection)
- 1954 : lauréat du Tony Award, catégorie Meilleur acteur dans une comédie musicale, décernée par l'American Theatre Wing, pour son rôle dans la comédie musicale John Murray Anderson's Almanac [53],
- 1954 : lauréat du Theatre World Award, pour son rôle dans la comédie musicale John Murray Anderson's Almanac[54]
- 1960 : lauréat du Emmy Award, catégorie meilleure performance dans une comédie musicale, décernée par l'Academy of Television Arts and Sciences, pour sa prestation Tonight with Belafonte[55],[56],
- 1960 : lauréat du Grammy Award, catégorie meilleure performance pour un album folk, décernée par la National Academy of Recording Arts and Sciences, pour son album Swing Dat Hammer[57],
- 1960 : cérémonie d'inscription de son étoile sur le Hollywood Walk of Fame[58],[59]
- 1965 : lauréat du Grammy Award, catégorie meilleure performance pour un album folk, décernée par la National Academy of Recording Arts and Sciences, pour son album An Evening With Belafonte/Makeba[57],
- 1979 : lauréat du Paul Robeson Award (en), décerné par l'Actors' Equity Association (en)[60],[61],
- 1986 : lauréat du Grammy Award, catégorie prix spécial du président, décernée par la National Academy of Recording Arts and Sciences[57],
- 1989 : lauréat du Kennedy Center Honors, décerné par le John F. Kennedy Center for the Performing Arts[62],
- 1994 : récipiendaire de la National Medal of Arts, décernée par le National Endowment for the Arts (NEA)[63],
- 2000 : lauréat du Grammy Award, récompensant l'ensemble de son œuvre, décernée par la National Academy of Recording Arts and Sciences[57],
- 2012 : récipiendaire de la médaille Spingarn décernée par la National Association for the Advancement of Colored People[64],[65],
- 2012 : lauréat du Audrey Hepburn Humanitarian Award, décerné par l'UNICEF, pour ses 25 ans de services[66],
- 2013 : lauréat du prix Ambassadeur de la conscience, décerné par Amnesty International[37],
- 2014 : lauréat du Jean Hersholt Humanitarian Award, décerné par l'Academy of Motion Picture Arts and Sciences (AMPAS)[67],[68],
- 2018 : récipiendaire de la médaille de l'ordre du Mérite, décerné par les autorités de la Jamaïque[69].
- 2021 : fait chevalier de la Légion d'honneur par l'ambassade française aux États-Unis[70]